# Мир Божий (журнал)
«Мир Божий» — російський щомісячний літературний і науково-популярний журнал для самоосвіти. Видавався в Санкт-Петербурзі в 1892—1906 роках, потім під назвою «Современный мир» («Сучасний світ») (1906—1918).
Видавався Олександрою Аркадіївною Давидовою в Санкт-Петербурзі з 1892 року, під редакцією В. П. Острогорського (до 1902). Закрито в адміністративному порядку в серпні 1906 року через «Політичний огляд» М. І. Йорданського. Відповідальний редактор Ф. Д. Батюшков був притягнутий до суду.
З жовтня 1906 по 1918 рік виходив під назвою «Сучасний світ», з травня 1909 року — під редакцією М. І. Йорданського